# Samsin Halmeoni
La Samsin Halmeoni (三神 할머니, 삼신 할머니?; lett. "Nonna Samsin") o, per brevità, Samsin, è la trinità della nascita e del destino nella mitologia coreana. È un'entità che si manifesta collettivamente come tre nonnine.

## Culto e credenze
Il culto della Samsin Halmeoni è più forte sull'isola di Jeju. Ogni villaggio e ogni casa ha la propria dea, alla quale è dedicato l'angolo più caldo del salotto principale (anbang), dove vengono eseguiti i rituali e recitate le preghiere. Secondo le credenze, la Samsin Halmeoni visita il Samsin danji (삼신 단지?) a lei dedicato, un vaso di terracotta conservato nell'ala interna dell'abitazione o nell'angolo caldo dell'anbang, riempito di riso, coperto di carta e sigillato con un noto legato in senso antiorario.
Per concepire, una donna senza figli condivide il riso dedicato alla Samsin con una puerpera, prega la divinità nell'anbang o indossa un panno che ha toccato una bara. Quando rimane incinta, la stanza dove viene conservato il Samsin danji viene chiusa con delle corde per simboleggiare e contenere il forte potere della divinità; dopo il parto, un'ulteriore corda viene appesa fuori dalla casa per indicare il lieto evento dell'"apertura di ciò che era legato", e per respingere gli spiriti maligni che potrebbero insidiare la madre e il neonato.
Alla nascita di un bambino e alle feste di compleanno, la Samsin Halmeoni viene onorata con offerte in riso, salsa di soia e vino, serviti come una vera e propria cena. Il terzo e il settimo giorno dopo il parto, la biancheria della puerpera viene piegata e posta nell'anbang sotto un piccolo altare, presso il quale vengono recitate le preghiere per augurare una vita lunga e sana al neonato. La Samsin viene onorata anche il trentasettesimo giorno dopo la nascita. Si crede che protegga ogni bambino fino al settimo anno d'età, quando le subentra la divinità delle Sette Stelle, l'orso dell'Orsa Maggiore.

## Mito
La tradizione orale riporta che la Samsin Halmeoni era, in origine, le tre figlie della dea vergine del cielo, la prima sciamana, il cui nome era T'ang Kum Agassi o Tanggum Aeggi. Ella discese dal cielo sulla terra e partorì le Samsin in una grotta. Nei secoli successivi, quando il Buddhismo maschio-centrico entrò in Corea, il mito fu corretto aggiungendo la nascita anche di tre figli maschi, che diventarono dei del paradiso buddhista. La Samsin Halmeoni, in seguito, creò e partorì i primi esseri umani, diventando la madre e l'antenata di tutta l'umanità.

## Nella cultura di massa
La Samsin Halmeoni è comparsa nelle seguenti opere:
- Ullala bubu (2012), interpretata da Kim Soo-mi[4]
- Sseulsseulhago challanhasin - Dokkaebi (2016), interpretata da Lee El[5]